# 양양군의 농어촌버스
양양군의 농어촌버스는 강원특별자치도 양양군의 버스를 중심으로 운행하는 대중교통 수단이다. 운영 업체는 강원여객이 유일하다.

## 운임
2014년 10월 1일 기준 요금이다.
| 종류 | 나이                    | 현금 (원) | 카드 (원) |
| ---- | ----------------------- | --------- | --------- |
| 일반 | 어른 (만 19세 이상)     | 1200      | 1080      |
| 일반 | 청소년 (만 13세 ~ 18세) | 960       | 860       |
| 일반 | 어린이 (만 7세 ~ 12세)  | 600       | 540       |

- 2012년 10월 1일부터 교통카드를 이용해 버스를 승차할 수 있다.[1] 캐시비 계열 교통카드만 사용 가능하며, 그 밖에 KB국민카드, BC카드, 신한카드 등의 후불 교통카드도 사용할 수 있다. 티머니는 2016년 1월 30일 부로 사용이 가능해졌다.[2]
- 8km까지 기본요금이며 이후 초과하는 거리는 1 km 당 107.84원의 추가요금이 붙는다. 단, 최고 상한금액은 1500원이다.

## 양양군 차적의 버스 노선

### 농어촌버스
- 양양 ~ 오색(~ 속초)
- 양양 ~ 화일(~ 상복)
- 양양 ~ 광산 ~ 서선
- 양양 ~ 어성전 ~ 하조대
- 양양 ~ 하조대 ~ 지경리
- 양양 ~ 대치
- 양양 ~ 수산
- 양양 ~ 적은·감곡
- 양양 ~ 공수전 ~ 영덕
- 양양 ~ 갈천
- 양양 ~ 남양
- 양양 ~ 동호리
- 양양 ~ 석교·상복
- 양양 ~ 상복·석교 ~ 속초

### 강릉시 차적버스
* 322번 : 하조대 ~ 주문진
* 323번 : 상월천리 ~ 주문진
* 325번 : 죽정자리 ~ 주문진
* 326번 : 견불리 ~ 주문진

### 속초시 차적버스
* 9번 : 임천리 ~ 속초고속터미널 ~ 속초시청 ~ 영랑동 ~ 장사동
* 9-1번 : 임천리 ~ 속초고속터미널 ~ 속초시청 ~ 속초시외터미널, 속초의료원 ~ 장사동
* 9-2번 : 임천리 ~ 속초고속터미널 ~ 속초공설운동장 ~ 속초시외터미널, 속초의료원 ~ 장사동